# La Monnerie-le-Montel

La Monnerie-le-Montel este o comună în departamentul Puy-de-Dôme, Franța. În 1 ianuarie 2022 avea o populație de 1.624 de locuitori.